# MBC 1
Cet article concerne une chaîne de télévision panarabe. Pour la chaîne de télévision de l'Île Maurice, voir MBC 1 (Maurice).
MBC 1 est la première chaîne de télévision saoudienne panarabe créée en 1991. Elle appartient au groupe MBC (Middle East Broadcasting Center).
La chaîne est diffusée en clair sur les satellites Nilesat en position orbitale 7° Ouest et Badr 5 et Badr 7 (flotte Arabsat) en position orbitale 26° Est. Son audience est estimée à plus de 110 millions de téléspectateurs essentiellement dans le monde arabe mais aussi en Occident.
Initialement, la première chaîne du groupe émettait, pour des raisons de droits, depuis Londres au Royaume-Uni. Historiquement, MBC émettait sur le satellite Eutelsat Hotbird 13°Est. Au Maroc, à Casablanca, avant la démocratisation et l'autorisation des antennes satellite, MBC était diffusée en analogique terrestre depuis l'émetteur de Casablanca Aïn Chok.
Depuis, l'offre s'est étoffée. MBC est désormais un bouquet multi-thématique composé de 11 chaînes (MBC 1, MBC 2, MBC 3, MBC 4, MBC 5, MBC Drama, MBC Action, MBC Bollywood (déclinaison à destinations des téléspectateurs indiens), MBC Masr 1 (déclinaison égyptienne), MBC Masr 2 (déclinaison égyptienne) et MBC Iraq (déclinaison irakiens). Un temps, une version en langue farsi existait (MBC Persia). Celle-ci a disparu.
MBC avait choisi en 2013 de supprimer sa diffusion satellitaire européenne (sur Eutelsat Hotbird 13° Est)  pour préférer une diffusion plus premium en Europe sur les réseaux câblés et en OTT chez les différents Fournisseurs d'Accès Internet (FAI). Dans la foulée, une déclinaison maghrébine appelée MBC Maghreb Al Arabia est lancée. Une liaison technique (encodée en BISS) de cette version est disponible sur satellite Eutelsat 21B en position orbitale 21,6°Est. En novembre 2018, un mini-bouquet en full HD (résolution 1920x1080, codec h264, standard MPEG-4 DVB-S2) a fait son apparition le 7 novembre 2018 sur le satellite Eutelsat Hotbird 13° Est. Il comporte deux déclinaisons européennes, MBC 1 Europe et MBC 3 Europe aux côtés de MBC Masr et MTV Lebanon (Liban). Ce mini-bouquet est crypté en Irdeto2 tout comme les déclinaisons HD disponibles sur le satellite Badr 26° Est.
Elle diffuse ses programmes par satellite et OTT dans tout le monde arabe mais aussi en Europe.
Elle diffuse des émissions comme Al Andalib Man Yakoun, Qui veut gagner des millions ?, Kalam Nawaem etc.
En 2002, le siège social du groupe MBC est déplacé de Londres au Royaume-Uni à Dubaï aux Émirats Arabes Unis,.